# Johann Gottfried Weller
Johann Gottfried Weller (* 5. September 1712 in Lauenhain; † 12. November 1780 in Zwickau) war ein deutscher evangelischer Geistlicher und Historiker. 

## Leben
Johann Gottfried Weller wurde als Sohn des Pfarrers in Lauenhain geboren.
Er besuchte 1724 die Lateinschule in Zwickau und studierte von 1731 bis 1735 Theologie an der Universität Leipzig.
1739 wurde er der Substitut seines Vaters. 1744 erfolgte seine Ernennung zum Diakon und 1748 zum Protodiakon der Kirche St. Katharinen in Zwickau. 1749 ging er als Diakon zur Kirche St. Marien über und wurde 1760 Superintendent in Penig. 1763 kam er im gleichen Amt nach Zwickau zurück und war bis zu seinem Tod tätig. Anlässlich seines Todes fand seine Beerdigung als letzte in der Kirche St. Marien statt.
Er betrieb geschichtliche Forschungen und veröffentlichte hierzu, neben einigen Predigten und theologischen Arbeiten, einige Schriften.
Johann Gottfried Weller war verheiratet. Seine Tochter Christiane Brigitte war mit dem Geistlichen Johann Friedrich Rehkopf verheiratet.

## Schriften (Auswahl)
- Felicitatem vitae gratia divina suffultae ex Job X, v. 12 explicat. 1750.
- Zwo Leichenreden welche bey Beerdigung seiner Eltern gehalten. Leipzig Pouillard 1752.
- Johann Gottfried Weller; Wolfgang Andreas Ferber; Georg Gottlob Vogel: Viris Generosis, Amplissimis Domino Wolfgang Andreae Ferbero Qui Primas Partes in Consulatu Tradit, Et Domino Georgio Gottlob Vogelio Qui Primas Partes in Consulatu Suscipit, In Ipsis Permutationi Fascium Consularium Destinatis Solennibus D. XXIX. Sept. Anni MDCCLIII. Qui Michaeli Archangelo Dicatus, Gratulatur, Praemissa Rerum Quarundam Memorabilium Explicatione Ex Historia Rei Iudiciariae Zviccaviensis. Zwickau: Typis Hoeferianis, 1753.
- Rerum quarundam memorabilium Explicatio ex historia rei judicariae Zviccaviensis. Zviccaviae, 1753.
- Joh. Gottf. Wellers Samlung einiger Busspredigten. Bressl. Leipz. 1753.
- Historia rei judiciariae Zwiccaviensis. Zwickau, 1753.
- Kurze Anleitung zur schriftmaeßiger Erklaerung und erbaulichen Anwendung der zween Texte Apostelgeschicht. IX. v. 31. und Colossern III. v. 15. am andern Jubelfeste der Evangelisch-lutherischen Kirche: welches wegen des vor zweyhundert Jahren zu Augspurg den 25. September 1555 geschlossenen Religionsfriedens. Leipzig: Stopssel, 1755.
- Kurze Anleitung zu schriftmäßiger Erklärung und erbaulicher Anwendung der zween Bußtexte / Am allgemeinen Buß- Bet- und Fasttage des Jahres MDCCLV: Jesaja LV, 6.7. Hesek. XVIII, 21-22. Leipzig: Stopffel, 1756.
- Kurze Anleitung zu schriftmäßiger Erklärung und erbaulicher Anwendung der zween Bußtexte / Am allgemeinen Buß- Bet- und Fasttage des Jahres MDCCLV: Apostelgeschichte III, 18-19. 1 Petr. I, 18-19. Leipzig: Stopffel, 1756.
- Kurze Anleitung zu schriftmäßiger Erklärung und erbaulicher Anwendung der zween Bußtexte / Am allgemeinen Buß- Bet- und Fasttage des Jahres MDCCLV: Mich. VII, 18. 19. I B. Mos. I, 7. Leipzig: Stopffel, 1756.
- Kurze Anleitung zu schriftmäßiger Erklärung und erbaulicher Anwendung der zween Bußtexte / Am allgemeinen Buß- Bet- und Fasttage des Jahres MDCCLVI: Psalm LXIX, 7 u. 8. Hebr. VII, 26. u. 27. Leipzig : Stopffel, 1757.
- Kurze Anleitung zu schriftmäßiger Erklärung und erbaulicher Anwendung der zween Bußtexte / Am allgemeinen Buß- Bet- und Fasttage des Jahres MDCCLVI: Jerem. VII,3. 2. Corinth. VI, 17. u. 18. Leipzig: Stopffel, 1757.
- Kurze Anleitung zu schriftmäßiger Erklärung und erbaulicher Anwendung der zween Bußtexte / Am allgemeinen Buß- Bet- und Fasttage des Jahres MDCCLVI: Malach. III, 17. u. 18. Hebr. IV, 1. u. 2. Leipzig: Stopffel, 1757.
- M. Johann Gottfried Wellers, Dieners des göttlichen Worts an der Hauptkirche zu St. Marien in Zwickau, und der Gesellschaft der freyen Künste zu Leipzig Ehrenmitglieds einzelne Abhandlungen aus der biblischen Philologie und zur Erläuterung einiger wichtigen Stellen der heiligen Schrift. Stopffel 1757.
- Kurze Anleitung zu schriftmäßiger Erklärung und erbaulicher Anwendung der zween Bußtexte / Am allgemeinen Buß- Bet- und Fasttage des Jahres MDCCLVII: Jes. 59. V. 1. und 2. Röm. II. V. 22. Leipzig: Stopffel, 1758.
- Kurze Anleitung zu schriftmäßiger Erklärung und erbaulicher Anwendung der zween Bußtexte / Am allgemeinen Buß- Bet- und Fasttage des Jahres MDCCLVII: Jerem. 18. V. 7. und 8. Mal. 4. V. 2. Leipzig: Stopffel, 1758.
- Kurze Anleitung zu schriftmäßiger Erklärung und erbaulicher Anwendung der zween Bußtexte / Am allgemeinen Buß- Bet- und Fasttage des Jahres MDCCLVII: Joh. 12. V. 27 und 28. I Thess. 5. V. 9 und 10. Leipzig: Stopffel, 1758.
- Kurze Anleitung zu schriftmäßiger Erklärung und erbaulicher Anwendung der zween Bußtexte / Am allgemeinen Buß- Bet- und Fasttage des Jahres MDCCLVIII: Klagl. Jer. 3. V. 22. 23. u. 24. und Ebr. 6. V. 11. u. 12. Leipzig: Stopffel, 1759.
- Kurze Anleitung zu schriftmäßiger Erklärung und erbaulicher Anwendung der zween Bußtexte / Am allgemeinen Buß- Bet- und Fasttage des Jahres MDCCLVIII: Jesaiae 53. V. 5. und 6. Röm. 8. V. 31. und 32. Leipzig: Stopffel, 1759.
- Kurze Anleitung zu schriftmäßiger Erklärung und erbaulicher Anwendung der zween Bußtexte / Am ... allgemeinen Buß- Bet- und Fasttage des Jahres MDCCLVIII : Psalm 6. V. 3. 4. und 5. 2 Timoth. 2. V. 19. Leipzig: Stopffel, 1759.
- Kurze Anleitung zur schriftmäßiger Erklärung und erbaulichen Anwendung der zween Bußtexte, Jerem. 3. v. 12. u. 13. und Mich. 7. v. 8. u. 9. am dritten allgemeinen Buß- Bet- und Fasttage des Jahres MDCCLIX. welcher durch einen allergnädigsten Befehl der höchsten Landesobrigkeit in den Chursächsischen und incorporirten Ländern den 9. Nov. Freytags nach dem 21ten Sonntag post Trinitatis zu feyern ist angeordnet worden. Leipzig: Stopffel, 1759.
- Kurze Anleitung zu schriftmäßiger Erklärung und erbaulicher Anwendung der zween Bußtexte / Am allgemeinen Buß- Bet- und Fasttage des Jahres MDCCLIX: Jerem. 3. V. 12. u. 13. und Mich. 7. V. 8. u. 9. Leipzig: Stopffel, 1760.
- Kurze Anleitung zu schriftmäßiger Erklärung und erbaulicher Anwendung der zween Bußtexte / Am allgemeinen Buß- Bet- und Fasttage des Jahres MDCCLIX  Hos. II. V. 8. u. 9. und Ps. 51. V. 10. u. 11. Leipzig: Stopffel, 1760.
- Kurze Anleitung zu schriftmäßiger Erklärung und erbaulicher Anwendung der zween Bußtexte / Am allgemeinen Buß- Bet- und Fasttage des Jahres MDCCLIX: Jesaiae 44. V. 21. u. 22. und 1 Petr. 4. V. 1. u. 2. Leipzig: Stopffel, 1760.
- Christoph Gottlob Grundig; Johann Gottfried Weller: De Confessione Rutheno-Schoenburgica. Eiusque Causis. Summa Et Fatis Agit: Et Viro Doctissimo. Domino M. Joanni. Gottfried. Wellero. Iam Vero Munus Pastoris Et Superintendentis Penicensis-Schoenburgici Gravissimum Suscipienti Ex Animo Idipsum. Fribergae: Matthaeanis, 1760.
- Altes aus allen Theilen der Geschichte, oder alte Urkunden, alte Briefe, und Nachrichten von alten Büchern, mit Anmerkungen. Chemnitz, 1760.
- Johann Gottlieb Weller; Johann Gottfried Weller: Als der Hochehrwürdige Herr M. : Glückwunsch auf Johann Gottfried Weller anläßlich des Amtsantritts zum Superintendenten und Pastor zu Penig, 1760. Zwickau: Höfer, 1760.
- George Körner; Johann Gottfried Weller: Bigae Diplomatum Schoenburgicorum Praemissa De Utilitate Studii Antiquitatum Dissertatiuncula: Qua Viro Summe Reverendo, Excellentissimo, Doctissimoque, Domino M. Joanni Godofredo Wellero, Diacono Ad Aedem Div. Mariae, Quae Zwiccauiae Est, Huc Usque Longe Meritissimo, Et Societatis Aa. Ll. Quae Lipsiae Floret, Collegae Spectatissimo Cum Superintendentis Et Pastoris Apud Poenicenses Schoenburgorum Munera Denuo Susciperet Congratulari. Schneebergae, 1760.
- Kurze Anleitung zu schriftmäßiger Erklärung und erbaulicher Anwendung der zween Bußtexte / Am allgemeinen Buß- Bet- und Fasttage des Jahres MDCCLX: Jon. 2. V. 8. und Joh. 6. V. 37. Leipzig: Stopffel, 1761.
- Kurze Anleitung zu schriftmäßiger Erklärung und erbaulicher Anwendung der zween Bußtexte / Am allgemeinen Buß- Bet- und Fasttage des Jahres MDCCLX: Nah. 1. V. 7. u. 8. und Ps. 103. V. 13. u. 14. Leipzig: Stopffel, 1761.
- Kurze Anleitung zu schriftmäßiger Erklärung und erbaulicher Anwendung der zween Bußtexte / Am dritten allgemeinen Buß- Bet- und Fasttage des Jahres MDCCLXI, Ps. 143. V. 1. 2. Jerem. 29 Vers. 11. 12. 13. 14. Leipzig: Stopffel, 1761.
- Kurze Anleitung zu schriftmäßiger Erklärung und erbaulicher Anwendung der zween Bußtexte / Am allgemeinen Buß- Bet- und Fasttage des Jahres MDCCLX: Hiob 33. V. 23. u. 24 und 1 Joh. 2. V. 1. u. 2. Leipzig: Stopffel, 1761.
- Altes aus allen Theilen der Geschichte, oder alte Urkunden, alte Briefe, und Nachrichten von alten Büchern, mit Anmerkungen. Chemnitz : Stoeßel, 1762–1766.
- Kurze Anleitung zu schriftmäßiger Erklärung und erbaulicher Anwendung der zween Bußtexte / Am allgemeinen Buß- Bet- und Fasttage des Jahres MDCCLXI: Jes. 43. V.I. und Apost. Gesch. 4. V. 11. und 12. Leipzig: Stopffel, 1762.
- Kurze Anleitung zu schriftmäßiger Erklärung und erbaulicher Anwendung der zween Bußtexte / Am allgemeinen Buß- Bet- und Fasttage des Jahres MDCCLXI: Malach. 3. V. 6. und 7. halb, und 2 Petr. 3. V. 9. Leipzig: Stopffel, 1762.
- Literae Encycliae Qvibvs De Mvnere Svperintendentis Dioceseos Zviccaviensis Pastores Et Diaconos Nec Non Scholarvm Rectores Et Magistros, Collegas, Fratres Et Amicos Dilectissimos Eivsdem Dioeceseos, Certiores Reddit. Zviccaviae: Hoefer, 1763.
- Kurze Anleitung zu schriftmäßiger Erklärung und erbaulicher Anwendung der zween Bußtexte / Am allgemeinen Buß- Bet- und Fasttage des Jahres MDCCLXII: Hos. 14. V. 2. 3. und Eph. 5. V. 14. Leipzig: Stopffel, 1763.
- Kurze Anleitung zu schriftmäßiger Erklärung und erbaulicher Anwendung der zween Bußtexte / Am allgemeinen Buß- Bet- und Fasttage des Jahres MDCCLXII: Ps. 40. V. 12. 13. und Galat. I.V. 3. 4. Leipzig: Stopffel, 1763.
- Literae Encycliae Qvibvs De Mvnere Svperintendentis Dioeceseos Zviccaviensis Clementissime Sibi Demandato Et Gratia Divina Adivvante, D. XXX. Ianvar. A. MDCCLXIII. Svscepto Pastores Et Diaconos Amorem Et Qvaevis Officia Iisdem Offerens Ioannes Gottfried Wellervs, Past. Et Svperint. Zviccav. Typis Hoeferianis 1763.
- Johann Friedrich Rehkopf; Johann Gottfried Weller; Johann Friedrich Höfer: De Zviccaviensibvs Litter. Oriental. Stvdio Claris Et De Eo Meritis Epistola Qva Simvl Viro Ioanni Godofredo Wellero A. M. Et Soc. Liber. Art. Lips. Membr. Hon Adhvc Past. Et Svperint. Penic. Mvnvs Pastoris Primarii Et Svperintendentis Zviccaviensis A. D. XXX. Ianvar. A. C. M D CCLXIII Svsceptvm Gratvlatvr Ioannes Fridericvs Rehkopf A. M. Et Ad Aedem S. Cather. Diaconvs. Zuiccauiae Hoefer Halle, Zwickau 1763.
- Kurze Anleitung zu schriftmäßiger Erklärung und erbaulicher Anwendung der zween Bußtexte / Am allgemeinen Buß- Bet- und Fasttage des Jahres MDCCLXII: Jerem. 14. V. 20. 21. und Ps. 85. V. 8. 9. Leipzig: Stopffel, 1763.
- Gottlieb Herrmann Hahn; Johann Gottfried Weller; Karl Wilhelm Fulde: Joannem Principis Pacis Praecursorem Primum Fuisse In N. F. Pacis Praeconem Ad Ductum Lucae Cap. III. C. 1. 2. Probat, Et Viro Summo Reuerendo, Amplissimo Et Doctissimo M. Joanni Gottfried Wellero, Pastori Primario, Lycei Inspectori, Et Superintendenti Zuiccaviae Grauissimo, Antistiti Suo Et Ephoro Pie Colendo Nouum Superintendentis Munus Gratulatur Ministerium Circuli Primi Zuiccauiensis Sacrum. Schneebergae Typis Fuldianis Halle, Saale  Schneeberg 1763.
- Literae encycliae quibus de numere superintendentis dioceseos Zuiccaviensis 30. Januar A. 1763 suscepto pastores & diaconus eiusdem dioeceseos ceriores reddit. Zuiccauiae: Typis Hoeferianis, 1763.
- Gottlieb Herrmann Hahn; Johann Gottfried Weller: Joannem Principis Pacis Praecursorem Primum Fuisse In N.F. Pacis Praeconem Ad Ductum Lucae Cap. III. C.I. 2. Probat, Et Viro Joanni Gottfried Wellero, Pastori Primario Antistti Suo Et Ephoro Pie Colendo Nouum Superintendentis Munus Gratulatur Ministerium Circuli Primi Zuiccauiensis Sacrum. Schneebergae Fuldius 1763.
- Dem Hochehrwürdigen, in Gott andächtigen, Hochachtbaren, und Hochgelahrten Herrn, Herrn Johann Gottfried Weller statten bey dem Antritt Seines wichtigen Amts, welcher den 30. Januar 1763 erfolgte, ihre gehorsamste Ergebenheit und Ehrerbietung ab, die an dem Zwickauischen Lyceo arbeitenden Lehrer. Zwickau 1763.
- Christian Clodius; Johann Gottfried Weller: Pii Phaleuci Ad Supremum Rerum Sacrarum Zviccaviensium Antistitem Joannem Godofredum Wellerum, Cum III. Kal. Febr. MDCCLXIII. Ephoriae Lampadem Susciperet Ex Mente Et Calamo M. Christiani Clodii. Zviccaviae: Typis Hoeferianis, 1763.
- Gedanken über einige Stellen der heiligen Schrift und theologischer Lehrpunkte. Leipzig & Zwickau 1769.
- Johann Gottfried Weller; Johann Friedrich Rehkopf; Stanno Hoeferiano; Johann Friedrich Höfer, Witwe: Genero Svo Dilectissimo Viro Svmme Reverendo Amplissimo Et Doctissimo Ioanni Friderico Rehkopf S. Theologiae Doctori Mvnvs Pastoris Primarii Svperintendentis Generalis Et Professoris Theologiae Ordinarii Helmstadiensis Gratvlatvr Simvlqve Specimen Observationvm Etymologicarvm Circa Nomina Propria Regionvm Vrbivm Et Flvviorvm E Lingva Graeca Derivata Offert Ioannes Gottfried Wellervs Svperintendens Zviccaviensis Anno MDCCLXX. Zviccaviae Typis Hoeferianis 1770.
- Joh. Gfr. Wellers zu Zwickau Predigt wegen der armen Kinder. Zwickau, 1772.
- Johann Gottfried Wellers Superintendentens zu Zwickau, Predigt, von dem gnädigen Wohlgefallen Gottes, an der Sorgfalt für die Kinder. Zwickau: Stieler, 1772.
- Christian Heinrich Hecht; Johann Gottfried Weller; Matthias Sieghart; Wilhelm Gottlob Sommer: Diplomatische Geschichte der Kalandbrüderschaft zu Prettin in Kursachsen. Greiz Sieghart Leipzig Sommer 1775.
- Johann Gottfried Weller; Friedrich Gottlob Höfer: Neues vollständiges Zwickauisches Gesangbuch, Darinnen 1300 alte und neue geistliche Lieder enthalten sind, dem noch beygefüget ist ein Gebetbuch. Nebst einer Vorrede von Johann Gottfried Weller, Past. Prim. u. Sup. zu Zwickau. Zwickau Höfer 1778.
- Gottfried Günther Röller; Johann Gottfried Weller: Memoria Et Elogivm, Viri Svmme Venerandi, Amplissimi, Ac Doctissimi, M. Joan. Gottfried Welleri, Ministerii Zviccaviensis Pastoris Primarii, Et Dioeceseos Svperintendentis, D. XII. Nov. M. DCCLXXX. Pie Defvncti. Zwiccaviae: Hoeferus 1780.